# Камінь (Пінський район)
Камінь — село в Загородської сільській раді Пінського району Брестської області. Населення — 681 людина (2019).

## Географія
Село розташоване за 30 км на північний схід від центру Пінська на кордоні з Лунинецьким районом. Камінь знаходиться біля північно-східного краю водосховища Погост на річці Бобрик. Через село проходить місцева дорога Доброславка — Бокиничі, що сполучає шосе М10 та Р105. Західніше Каміння знаходяться села Погост-Загородський і Ботове, північніше — Борки, південніше — В'яз.

## Визначні пам'ятки
- Церква св. Миколая. Збудована з дерева у середині XIX століття. Пам'ятник дерев'яної архітектури[2].
- Вісім археологічних стоянок різних епох на околицях села. Дві з них включені до Державного списку історико-культурних цінностей Республіки Білорусь[3].
- Дерев'яна придорожня каплиця, ймовірно, початку XX століття[4].